# 永平 (晋)
永平（えいへい）は、西晋の元号（291年）。恵帝の治世に使われた。

## 出来事
- 元年正月：永平と改元。
- 元年3月：元康と改元。

## 西暦との対照表
| 永平 | 元年  |
| 西暦 | 291年 |
| 干支 | 辛亥  |